# Micrathyria paruensis
Micrathyria paruensis är en trollsländeart som beskrevs av Dirk Cornelis Geijskes 1963. Micrathyria paruensis ingår i släktet Micrathyria och familjen segeltrollsländor. Inga underarter finns listade i Catalogue of Life.